# Tethionea tenuimembris
Tethionea tenuimembris är en skalbaggsart som beskrevs av J. Linsley Gressitt 1951. Tethionea tenuimembris ingår i släktet Tethionea och familjen långhorningar. Inga underarter finns listade i Catalogue of Life.